# Hans Müller (Kunsthistoriker)

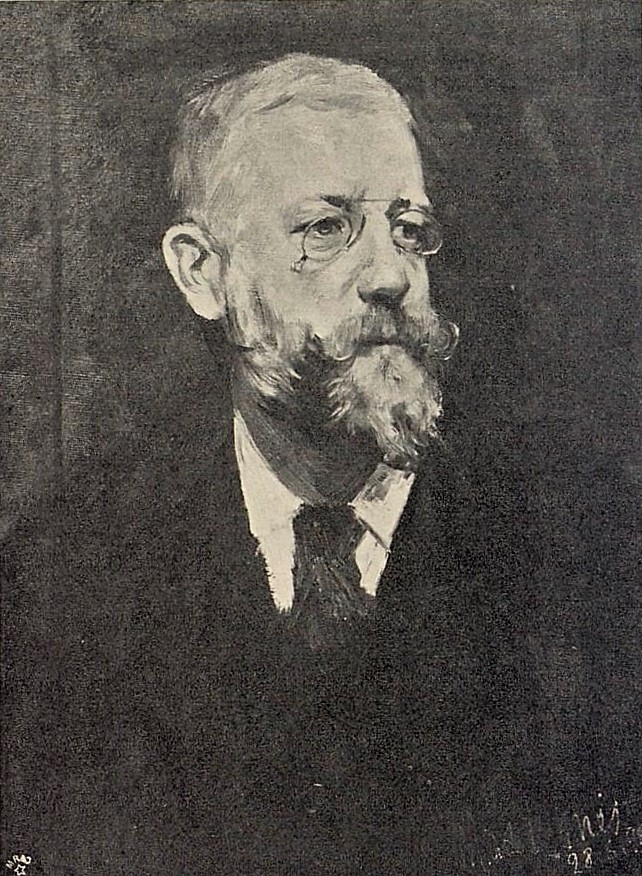
Hans Müller. Skizze von Max Koner (1895)

Hans Emil Felix Müller (* 18. September 1854 in Köln; † 11. April 1897 in Berlin) war ein deutscher Musikwissenschaftler und Schriftsteller.

## Leben
Der Sohn des Dichters und Arztes Wolfgang Müller von Königswinter besuchte das Gymnasium in Köln und Wiesbaden und erkrankte 1873 an einem Lungenleiden, woraufhin er fast drei Jahre in Kurorten in der Schweiz und Italien verbrachte. Anschließend studierte er an den Universitäten Leipzig und Bonn, wo er hauptsächlich philosophische und kunstgeschichtliche Studien betrieb.
1879 ließ er sich als Kunstkritiker in Frankfurt am Main nieder, wo er für das Frankfurter Journal arbeitete und eine Wochenschrift für Städtewesen mit dem Titel Die Stadt herausgab. Er begann sich für die Musik des Mittelalters zu interessieren und veröffentlichte drei Bücher zu diesem Thema. An der Universität Leipzig wurde er 1885 mit einer musikwissenschaftlichen Arbeit bei Oscar Paul promoviert. Daraufhin erhielt er 1885 eine Stelle an der Badischen Landesbibliothek in Karlsruhe und wechselte noch im selben Jahre an die Musikabteilung der Königlichen Bibliothek in Berlin. Nebenbei veröffentlichte er das Lustspiel Der König schläft (1887). 1889 zum Professor ernannt, übernahm er Vorlesungen für Musikgeschichte an der Hochschule für Musik in Berlin.
Am 1. Oktober 1893 wurde er als Nachfolger von Robert Dohme Erster ständiger Sekretär der Berliner Akademie der Künste. In dieser Funktion verfasste den ersten Band der Geschichte der Akademie. Kurz nach Erscheinen des Bandes verstarb er im Alter von 42 Jahren an der Influenza. Er wohnte zuletzt in Berlin-Tiergarten, Königin-Augusta-Straße 51.
Müller wurde auf dem Alten St.-Matthäus-Kirchhof in Berlin beigesetzt. Sein Grab hat sich nicht erhalten.

## Familie
Hans Müller heiratete am 30. Oktober 1879 in Krefeld Emilie Kniffler (* 7. August 1856 in Krefeld; † 28. Januar 1938 ebenda), die Tochter eines Krefelder Seidenwarenfabrikanten. Das Paar hatte vier Kinder, die alle früh starben.

## Schriften
- Die Musik Wilhelm von Hirschaus. Wiederherstellung, Übersetzung und Erklärung seines musik-theoretischen Werkes. Frankfurt a. M. 1883 (Dissertation)
- Hucbalds echte und unechte Schriften über Musik. Leipzig 1884.
- Eine Abhandlung über Mensuralmusik in der Karlsruher Handschrift St. Peter pergamen 29 a. (= Mittheilungen aus der Grossherzoglich Badischen Hof- und Landesbibliothek und Münzsammlung 6) Karlsruhe 1886.
- Der König schläft. Lustspiel. Mitscher & Röstell, Berlin 1887.
- Badische Fürsten-Bildnisse. 2 Bände, Groos, Karlsruhe 1888–1892.
- Wilhelm Kaulbach. Fontane, Berlin 1893.
- Geschichte der Königlichen Akademie der Künste zu Berlin 1696–1896. Erster Teil: Von der Begründung durch Friedrich III. von Brandenburg bis zur Wiederherstellung durch Friedrich Wilhelm II. von Preussen. Berlin 1896 (Digitalisat).